# Khoa cử
Khoa cử là chế độ tuyển bạt quan viên qua trắc nghiệm khởi phát từ Trung Hoa và trở thành pháp chế trọng yếu bậc nhất Hán tự văn hóa quyển.

## Thuật ngữ

"Khoa cử" phồn giản thể.

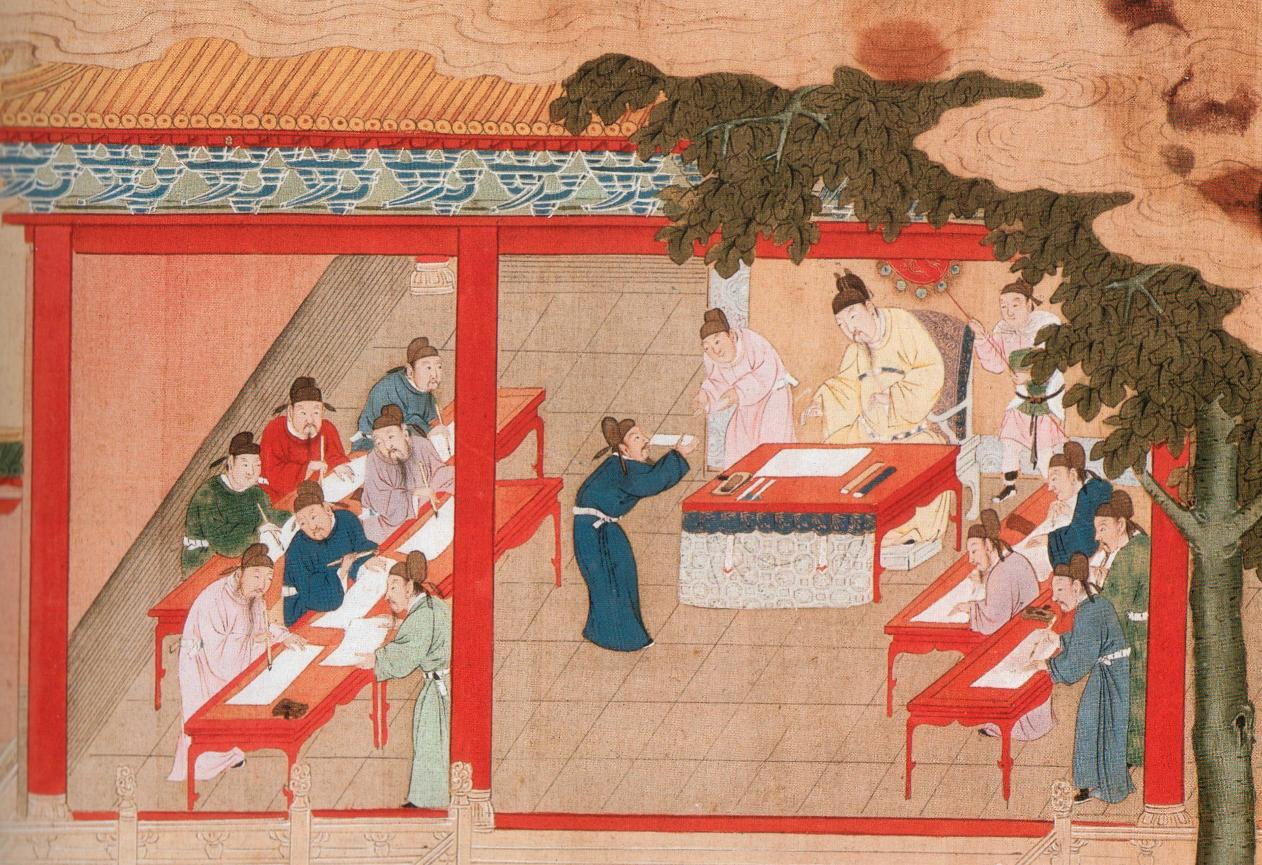
Cảnh thi Đình thời Tống.

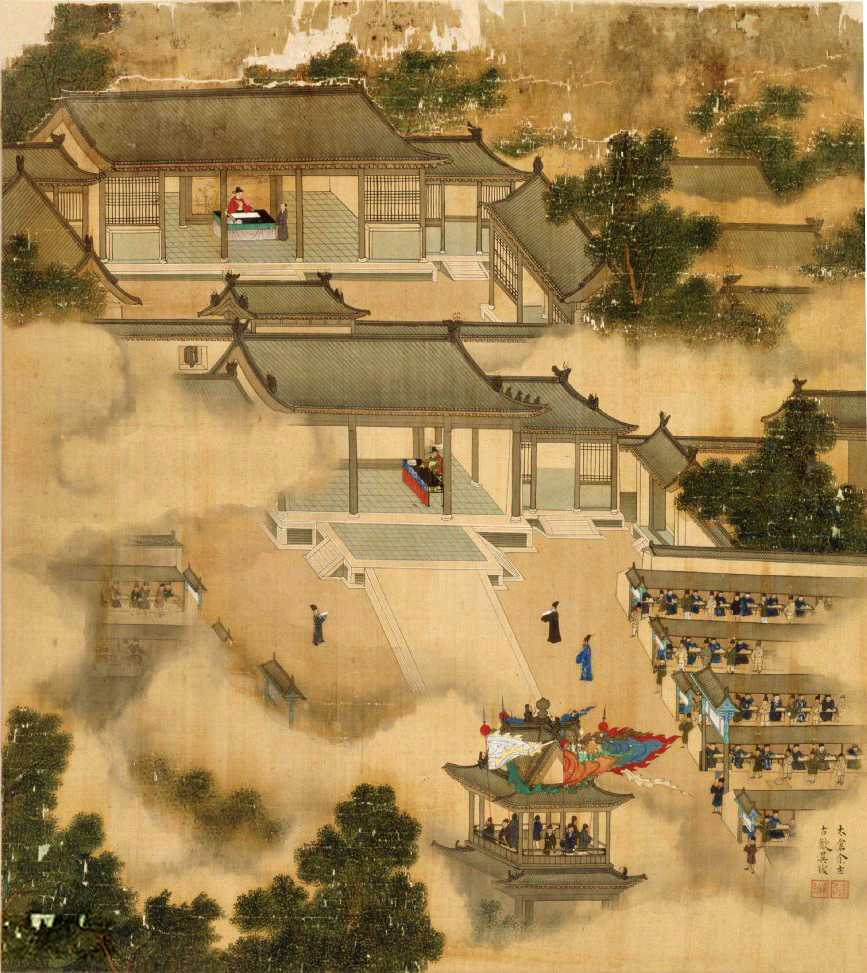
Cảnh tràng thi thời Minh.

Sĩ tử văn ban nom yết bảng, họa phẩm Cừu Anh thế kỉ XVI.

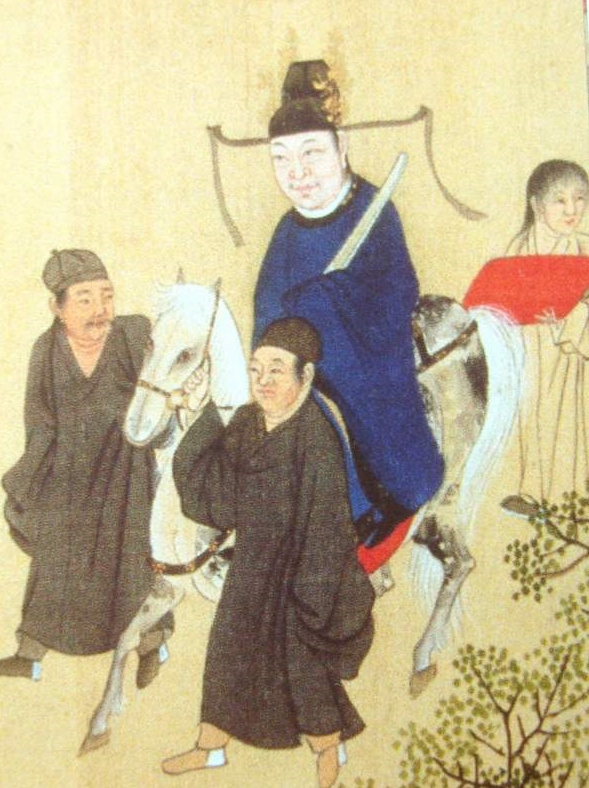
Tiến sĩ cài hoa vinh quy.

Khoa cử (科举) hay khoa cử chế (科举制) hàm nghĩa chế độ tuyển bạt người hiền tài (hiền sĩ) bằng hình thức trắc nghiệm (còn gọi khảo thí), người dự khoa cử được gọi sĩ tử (士子) theo quy tắc "đầu điệp tự tiến". Các quan viên (còn gọi triều sĩ) có trọng trách giám sát đôn đốc việc khoa cử được gọi chủ khảo viên (主考員) và do triều đình chỉ định. Tại Việt Nam, một thời gian ngắn sau khi Nho học bị bãi, chế độ này được gọi theo nghĩa tối là khoa bảng, nay đã được sửa về nghĩa đúng hơn.
Bắt đầu từ thời Tống, khoa cử chế được hoạch định nghiêm chỉnh trên phương châm coi hiền sĩ là giềng mối hưng thịnh quốc gia. Qua thời gian có nhiều biến thiên pháp độ, nhưng căn bản các quy tắc chính không đổi.
Sĩ tử phải trải qua tối đa 4 kì thi (tứ trường), hoàn cảnh xã tắc lâm nguy có thể 3 kì thi (tam trường), tức là bỏ Đình thí. Để được thi, sĩ tử phải qua hai vòng khảo hạch nhằm chứng minh hạnh kiểm và học lực. Kì này hầu như chỉ chiếu lệ, vì tổ chức ở địa phương nên dễ xảy ra tình trạng đút lót nhằm qua sơ khảo. Kì đầu gọi Hương thí, nghĩa là thi tại bản quán, người đỗ đạt gọi Hương cống, mà người trượt rất khó tìm được sự coi trọng hoặc theo các ngạch cần vận dụng kiến thức. Kì thứ gọi Hội thí, nghĩa là gom vài tỉnh làm một trường cho sĩ tử tiện đi lại, người đỗ gọi Cống sĩ (hiếm khi gọi Hội sĩ vì vào khoa này đã được coi thành tựu, người trượt đủ uy tín theo nghề dạy học). Kì cuối - cao nhất - được gọi Đình thí hoặc Điện thí, nghĩa là thi tại kinh kì hay trước sân rồng tùy điều kiện thực tế, người đỗ được gọi Tiến sĩ (đôi khi Đình sĩ, kiêng gọi Điện sĩ) ; tiến sĩ đương nhiên được bổ làm quan tùy năng lực, nhận nhiều ơn sủng triều đình và bản quán, nhưng trường hợp từ khước về quê vẫn được mời đứng ngôi cao trong các việc làng hoặc chốn định cư ; người trượt vẫn có thể được bổ làm chức dịch ở địa phương. Các quan về trí sĩ theo nghề dạy học mà có quá khứ đỗ tiến sĩ thường được kính trọng tột bực, có rất đông học trò theo bởi ngưỡng mộ tài năng và phẩm hạnh. Phần sĩ tử võ ban đỗ Đình thí chỉ được bổ vào cấm vệ quân, rồi mới từ đấy thăng tiến. Một quy tắc ngặt nghèo khác là nữ lưu không được ứng thí, người trái phép có thể chịu phạt, nhưng thường mang tính răn đe. Ngoài ra, không giới hạn độ tuổi thí sinh.
Dưới chế độ khoa cử là chế độ văn bài hoặc võ bài. Chế độ văn bài phổ biến hơn và có cấu trúc rất phức tạp để tránh gian lận. Sĩ tử hoặc quan chủ khảo bị phát hiện thi dối, chấm dối, thậm chí chấm sót, đều bị trừng trị rất nặng. Riêng hai trường hợp khi dễ đồ ngự dụng và phạm húy trong kì thi bị kết án trảm tiền hậu tấu, nhẹ hơn thì phạm nhân bị đóng gông bỏ ngục. Về căn bản, hình thức thi văn là dùng văn xuôi hoặc văn vần hoặc kết hợp để thử thách thí sinh.
Trong tiến trình lịch sử, khoa cử hoàn toàn chọn Hán tự làm phương thức diễn ngôn, Nho giáo làm hình thức biểu đạt ý niệm, cho nên khoa cử chế được quy vào bản chất Hán học hoặc Nho học, có lúc cả ba cách gọi này đều chỉ một pháp chế. Tại Việt Nam, theo lưu truyền, khoa cử văn ban chỉ có thời Hồ và Tây Sơn từng vận dụng Nôm tự và toán học, tuy nhiên thuyết này chưa được xác nhận ở giác độ khoa học. Tài liệu chính được dùng soạn đề thi và cho sĩ tử ngâm học là tứ thư ngũ kinh, tức những sách kinh điển Nho học, ngoài ra có tham khảo nhị thập tứ sử (chủ yếu chọn tích Hán-Đường-Tống-Minh), nên gọi chung là kinh sử. Tại An Nam thời Nguyễn mạt (cuối thế kỉ XIX), phần sử thường chọn thời sự thay vì cổ sự kí.
Bên cạnh khoa cử chế còn phẩm hạnh các khảo quan và thí sinh. Quan chủ khảo được bổ dụng phải là những quan viên được triều đình trọng vọng về tài năng và đức độ, mỗi lời nói phải thể hiện ân uy triều đình cũng như tư cách quan chức chuyên việc giáo hóa. Về phía sĩ tử, bản thân thí sinh chưa từng chịu án lệ nào và không thuộc các nhà chuyên nghề hát xướng, mại dâm, người đang trong kì hạn trở tang cũng không được đi thi. Sĩ tử văn ban trước khi dự thi phải tới văn miếu (lớn) hoặc văn chỉ (nhỏ) bái văn thánh (gồm Châu công, Khổng tử và 72 tiên hiền) để thể hiện tôn sư trọng đạo, hương cống và cống sĩ phải lạy bài vị vua (gọi là bái vọng) và các quan chủ khảo để tỏ lòng kính trọng. Tiến sĩ đăng khoa lạy vua xong được cài hoa lên mũ (hoa thật hoặc hoa giấy tùy ý nghĩa), nhận ngự yến và được phép vinh quy bái tổ. Những năm đói kém hoặc thời tiết xấu, triều đình thường có lệ cấp lộ phí cho sĩ tử, trường hợp phải kéo thời gian làm bài tới tối thì cho thắp đèn, lại sai người nấu cơm dọn nước cho dùng. Phần quan viên xách nhiễu sĩ tử mà bị phát giác thường nhận án phạt tương tự tội nhũng lạm.
Những người ứng thí rồi trúng cách làm quan đôi khi tự gọi hoạn lộ của mình là khoa hoạn.

## Lịch sử

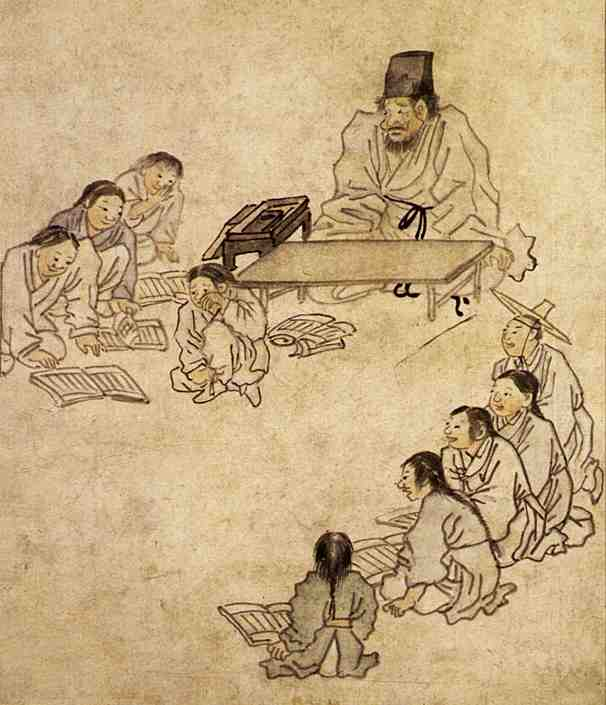
Họa phẩm Triều Tiên tả thư đường.

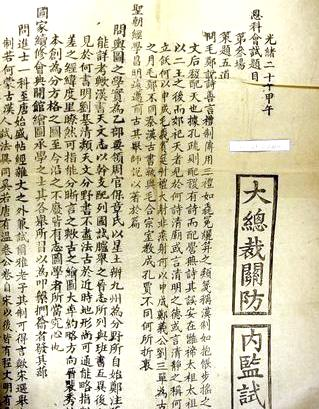
Bài thi Đình triều Thanh năm 1894.

### Hán quyển
Từ thời Chiến Quốc xuất hiện hình thức tiến cử, tức là thường dân nhờ mối quen biết hoặc giản đơn là hối lộ quan viên để được đưa vào hệ thống chính trị. Việc này nhằm bổ sung nhân sự cho ngạch hành chính và loại dần những người kém cả năng lực lẫn phẩm hạnh.
Bắt đầu từ Ngụy Văn đế Tào Phi mới có những đề xuất tuyển bạt hiền tài, nhưng chỉ trong con em quý tộc. Năm 587, Tùy Văn đế ban đạo dụ cứ ba năm một lần mở khoa thi chọn cống sĩ làm quan, thí sinh được gọi học sĩ. Sang triều Đường mới đặt ra khoa cử chế và bắt đầu hệ thống hóa việc tuyển hiền trong toàn quốc. Nhưng tựu trung, ngoại trừ thời Nguyên khá ngắn, các triều Tống và Minh rốt ráo tiến hành vừa cải cách vừa kiện toàn hóa khoa cử, khiến trở thành chế độ đặc sắc Á Đông và cả Hán quyển. Có những thời kì, chức sứ thần chỉ chọn từ các tiến sĩ đăng khoa. Sang đến thời Thanh, khoa cử bị coi là công cụ thuần hóa và hoàn toàn chững lại ở vùng lõi Hán quyển, bản thân cống sĩ, tiến sĩ cũng ít được trọng vọng hơn trước. Ngược lại, tại Việt Nam, Nguyễn Thánh Tổ có hẳn quyết sách chấn hưng Nho học và cải cách khoa cử chế nên lại gây phong trào học tập sôi động tại cực Nam Hán quyển, thậm chí hấp dẫn thêm sĩ tử Đại Thanh sang Việt Nam ứng thí, dẫu phần đông vẫn quay về cố hương làm quan.
Khoa cử chế thường được coi đặc trưng thời kì Đường-Tống-Minh, lan ra ngoài biên thùy Trung Hoa, nhưng chỉ có các triều đình Bột Hải, Đại Liêu, Đại Kim, Triều Tiên và Đại Việt/Đại Ngu/Đại Nam áp dụng triệt để.

### Việt Nam
Đại Việt sử kí toàn thư ghi nhận, quốc học Việt Nam chính thức hình thành với việc hoàng đế Lý Thánh Tông cho dựng văn miếu tại kinh thành Thăng Long năm 1070, làm nơi thờ văn thánh và giáo huấn con em quý tộc (quốc tử). Tuy nhiên, mãi tới năm 1195 triều Lý Cao Tông mới có khoa cử lần đầu, lấy tam giáo đồng nguyên làm căn bản. Lối thi tam giáo kết thúc vào năm 1247 triều Trần Thái Tông. Năm 1396 đời Trần Thuận Tông đặt khoa thi chọn thái học sinh, chính thức lấy Nho giáo làm căn bản. Nhưng nhìn chung, khoa cử lúc này còn sơ khai.
Bắt đầu từ triều Lê Thái Tông, khoa cử Việt Nam được quy chuẩn hóa, trở thành điểm tựa hun đúc hiền tài và lựa ra quan viên cho nền hành chính. Thể lệ thi văn ban và võ ban tựu trung rất chặt chẽ nhằm không bỏ sót hiền tài, đồng thời thải ra những kẻ yếu về phẩm cách và năng lực. Các tiến sĩ Đại Việt từ thời Hậu Lê được cài hoa quỳnh lên mũ (trong khi tiến sĩ Triều Tiên dùng hoa bằng giấy màu).
| “                                | Khi ông [Nguyễn] Khản đỗ, được tứ yến ở Lễ bộ đường, thì quan tư đồ Nguyễn Nghiễm đương làm chức lễ [bộ] thị [lang] tự tay gài hoa mũ cho con. Thật là một sự hiếm có, đương thời còn truyền tụng. | ” |
| — Phạm Đình Hổ, Vũ trung tùy bút | |   |

| “                                   | Trạng nguyên được 1 cành hoa bạc 9 nhánh nặng 9 tiền, bảng nhãn được 1 hoa bạc 8 nhánh nặng 8 tiền, thám hoa được 1 hoa bạc 7 nhánh nặng 7 tiền, hoàng giáp được 1 hoa bạc 6 nhánh nặng 6 tiền, đồng tiến sĩ được 1 hoa bạc 5 nhánh nặng 5 tiền. | ” |
| — Phạm Đình Hổ, Quốc triều hội điển | |   |

| “                                 | Mồng 9 tháng 4 năm Minh Mệnh [1822], những tiến sĩ thi Đình đối sách trúng thì được ban cho cài một đóa hoa quỳnh. | ” |
| — Phan Thúc Trực, Quốc sử di biên | |   |

Khoa cử Việt Nam và cả Á Đông được coi là kết thúc năm 1918 với kì thi cuối cùng do triều Nguyễn lập. Nho giáo cũng được gọi là cựu học để phân biệt với tân học là Tây học.

## Văn hóa
Khoa cử chế được coi là nguyên mẫu để thiết lập hệ thống thi cử phổ thông và chế độ tuyển công chức viên hiện đại.

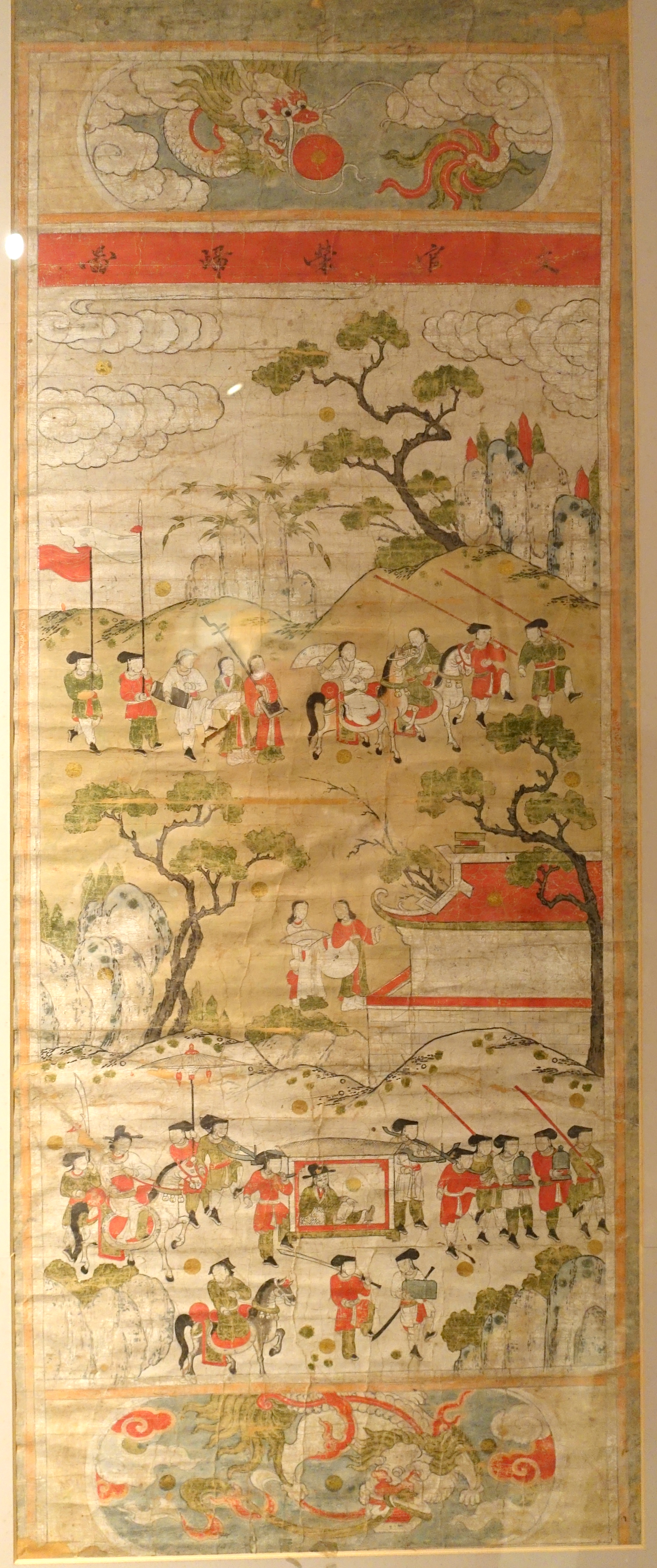
Văn quan vinh quy đồ.

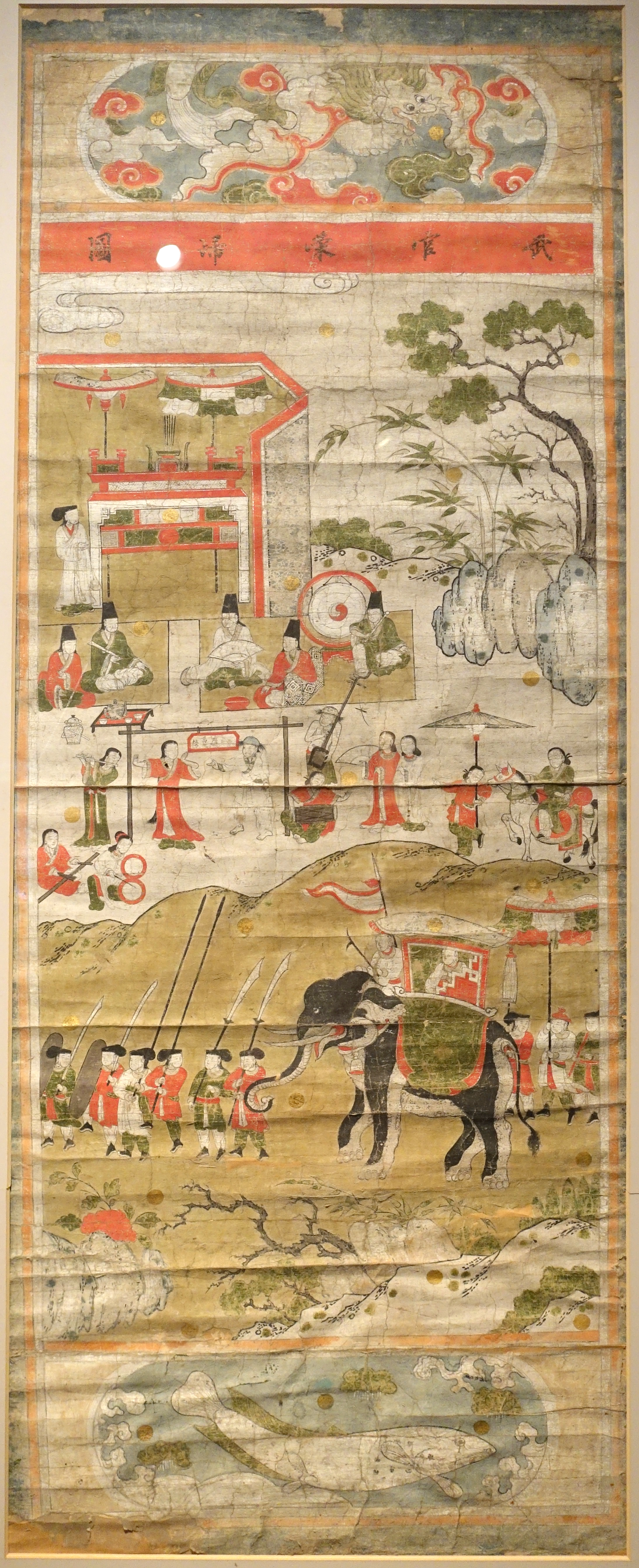
Võ quan vinh quy đồ.

| “                                                | Đề mục quốc văn luận, trường đệ tam, khoa Kỉ Mùi (1919), niên hiệu Khải Định : "Việc chánh-trị bây giờ càng khó, Trung-kì, Bắc-kì tình-thế khác nhau, nên sửa-sang những điều gì trước ? Luận !". Văn bài thí sinh Nguyễn Cao Tiêu (阮高標, 1887 - ?), đỗ tiến sĩ đệ tứ : Chánh-trị là việc rất quí trong nước, sắp-đặt việc chánh-trị khi nào cũng khó, mà bây giờ càng khó hơn ; nước nào cũng khó mà nước ta lại càng khó hơn bởi vì tình-thế mỗi thời một khác thời chánh-trị cũng phải theo thời theo thế mà khác nhau. Trong nước ta, trừ xứ Nam-kì là nhượng-địa, việc chánh-trị đã có quí-quốc sửa-sang, còn Trung-kì và Bắc-kì đức Hoàng-Thượng ta cầm quyền chủ-trị, mà Bắc-hà thời phần nhiều giao cho quí-quan giúp-đỡ, tình-thế không giống nhau nên chánh-trị sửa-sang cũng có lẽ không giống nhau được, vì rằng chánh-trị vẫn có nhiều việc, nhưng mà theo tình-thế và thời-thế, thời có việc cấp lại có việc hoãn, việc hoãn nên làm sau mà việc cấp phải nên sửa trước, biết điều nên sau nên trước thời thang tiến-bộ mới có thể mau bước tới bực văn-minh vô-hạn. Nay xét trong mục chánh-trị không điều gì lớn hơn và cần hơn giáo với dưỡng, có giáo có dưỡng thời nước mới có văn-minh, giầu-mạnh được, nhưng việc gì nên trước nên sau, thời nó theo thời theo thế mà khác. Xứ Trung-kì là nơi Ðế-Đô, đức-giáo ngấm-nhuần, dân-phong thuần-hậu, nhưng mà đất thời hẹp, dân thời nghèo, xem như đức Hoàng-Thượng ngài ân-cần khuyến-dụ cho các quan, để dậy dân khai-lợi trong ba nơi thượng-ban, trung-ban, hạ-ban thời biết trị-sinh là việc nên sửa trước ở nơi Trung-kỳ. Vậy xin tuân-theo lời Chỉ-dụ và nhờ ơn quí-quốc giúp-đỡ cho, sắp-đặt trước những việc nuôi dân, như khai-hoang khẩn-điền và dậy những nghề-nghiệp làm ăn dưới biển, dân có no-đủ thời mọi việc mới có thể tấn-hóa được mau. Còn xứ Bắc-kì mấy lâu nay nhờ ơn quí-quốc sắp-đặt các việc, một ngày tấn-tới hơn xưa, nhưng mà đất-đai xa-cách, học-thuật ngày một mới mang, tình liên-lạc có hơi xa, thời chánh-trị phải nhiều điều trở-lực, xem như lời Thượng-dụ Bắc-hà ân-cần lấy luân-lý cương-thường làm trọng, thời biết sự giáo-dục nên sắp trước. Vậy xin thương định cứ y theo chương-trình học mới, nhưng xin dịch thêm những lời huấn-dụ của Liệt-Thánh Bản-Triều, để ban cho mà học, lại mỗi tuần hoặc mỗi tháng có một ngày giảng-thuyết về huấn-điều ấy để liên-lạc lấy nhơn-tâm phong-tục thời giáo-hóa trong ngoài như một, ai cũng biết tôn-quân thân-thượng mà mọi đàng ích-lợi càng thêm. Ấy thời-thế như vậy, tình-thế như vậy, thời sắp-đặt nên như vậy, còn tiết-mục cho tường, cơ-quan cho kĩ, thời nhờ Triều-Đình, nhờ ơn Quí-Quốc. | ” |
| — Nguyễn Thị Chân Quỳnh, Khoa cử Việt Nam tập hạ | |   |

| “                                                | Đề mục quốc văn luận, trường đệ tam, khoa Kỉ Mùi (1919), niên hiệu Khải Định : "Nước ta văn-hiến trải mấy ngàn năm, bây giờ nghĩ phỏng Thái-Tây đặt Viện Hàn-lâm dịch các sách vở chăng ? Luận !". Văn bài thí sinh Dương Thiệu Tường (楊紹祥, 1895 - ?), đỗ tiến sĩ đệ thất : Sự văn-học thực là quan-hệ cho vận-hội trong một nước, vì rằng văn-hiến còn thì quốc-túy còn, mà quốc-túy còn thì nước mới văn-minh, cho nên đời nào cũng vậy, đều lấy việc bảo-tồn quốc-túy làm cốt, mà bảo-tồn quốc-túy lại phải bởi người nên duy-trì mới được. Nước ta lập-quốc ở cõi Viêm-bang, xưa nay vẫn là một nước văn-hiến, khi trước cũng đã có văn-tự, nhưng từ khi ông Sĩ-Nhiếp lấy Hán-tự dạy dân mà nền Hán-học mới phôi-thai từ đó, từ sau các đời Ðinh Lý Trần Lê cũng lấy sự mở-mang việc văn-học làm trọng, nào đặt khoa bác-học, nào lập khoa minh-kinh, lại đặt ra ngũ-kinh-bác-sĩ, hoành-từ-chế-khoa, mà các bậc danh-nhơn cũng nhiều, như ông Phan-huy-Chú làm sách Lịch-triều-hiến-chương, ông Lê-quý-Ðôn làm sách Vân-đài-loại-ngữ văn-học rất là rõ-ràng. Ðến Bản-Triều lại càng thạnh lắm nào lập ra trường học, nào lập ra Khoa-Cử, có Bí-Thơ-viện để giữ những sách quí-báu trong nước, có Tu-Thơ-cuộc để sửa-sang sách-vở dậy dân, trải mấy trăm năm văn-hiến, nhơn-dân cũng bởi đó mà khai-hóa, phong-tục cũng bởi đó mà duy-trì, dẫu cách mấy đời người mà quốc-túy vẫn còn mãi-mãi. Ðến bây giờ là thời-đại văn-minh, học-giới thay-đổi, mà học-giới đã thay-đổi thời không thể giữ mãi được lối văn-tự cũ, nhưng nước nhà mấy ngàn năm vẫn lấy Hán-tự làm quốc-túy, vì rằng những điển-chương pháp-độ của các đời trước, cùng là bởi cách-ngôn lí-học của bậc Thánh-Hiền đều cơ-sở ở Hán-học cả, nếu chữ Hán hết đi thời sau này quốc-dân ta lấy gì mà khảo-cứu hiến-chương của đời trước, người sau lấy đâu mà xem-xét văn-minh của nước-nhà, lại phải dịch ra quốc-âm thời mới lưu-truyền về sau được, cho nên việc lập hội Hàn-lâm dịch các sách-vở để giữ lại văn-hiến nước-nhà, thực là cần lắm. Xem như nước Ðại-Pháp là nước văn-học có tiếng bên Âu-châu cũng có hội Hàn-lâm, hội ấy tự ông Richelieu lập ra từ năm 1635, có 40 ông hội-viên toàn là người danh-sĩ trong nước cả, để dịch-soạn các sách-vở trong nước và các sách những nước văn-minh, để khuyên dậy dân, nên nước Ðại-Pháp thành được một nước văn-minh cũng bởi hội Hàn-lâm ấy. Ðức Hoàng-Thượng ta vẫn hằng lưu-tâm đến việc đó, xem-xét đến việc đó, cũng định bắt-chước nước Ðại-Pháp dựng ra hội Hàn-lâm để dịch những điển-chương pháp-độ của các đời, những văn-chương của các danh-nhơn đời trước, cùng những sách hay bên Thái-Tây ra quốc-ngữ hoặc chữ Tây để làm một cái gương khảo-nghiệm cho đời sau, muốn họp cả chế-độ lịch-triều làm chế-độ một triều, thâu cả văn-minh các nước làm văn-minh một nước, thực là một việc rất hay chưa từng thấy trong lịch-sử bao giờ. Tôi thiết-tưởng hội Hàn-Lâm đã dựng, thời văn-hiến hãy còn, không những bảo-tồn được quốc-túy mà lại duy-trì được nhơn-tâm thế-đạo, mở con đường khai-hóa sau này, văn-chương, lịch-đại, điển-hiến các đời, trải mấy ngàn năm mà còn lưu-truyền mãi-mãi, thực là một cái hạnh-phúc cho nền văn-học nước-nhà mà thực là một cái hạnh-phúc cho hậu-vận nước Nam ta vậy. | ” |
| — Nguyễn Thị Chân Quỳnh, Khoa cử Việt Nam tập hạ | |   |

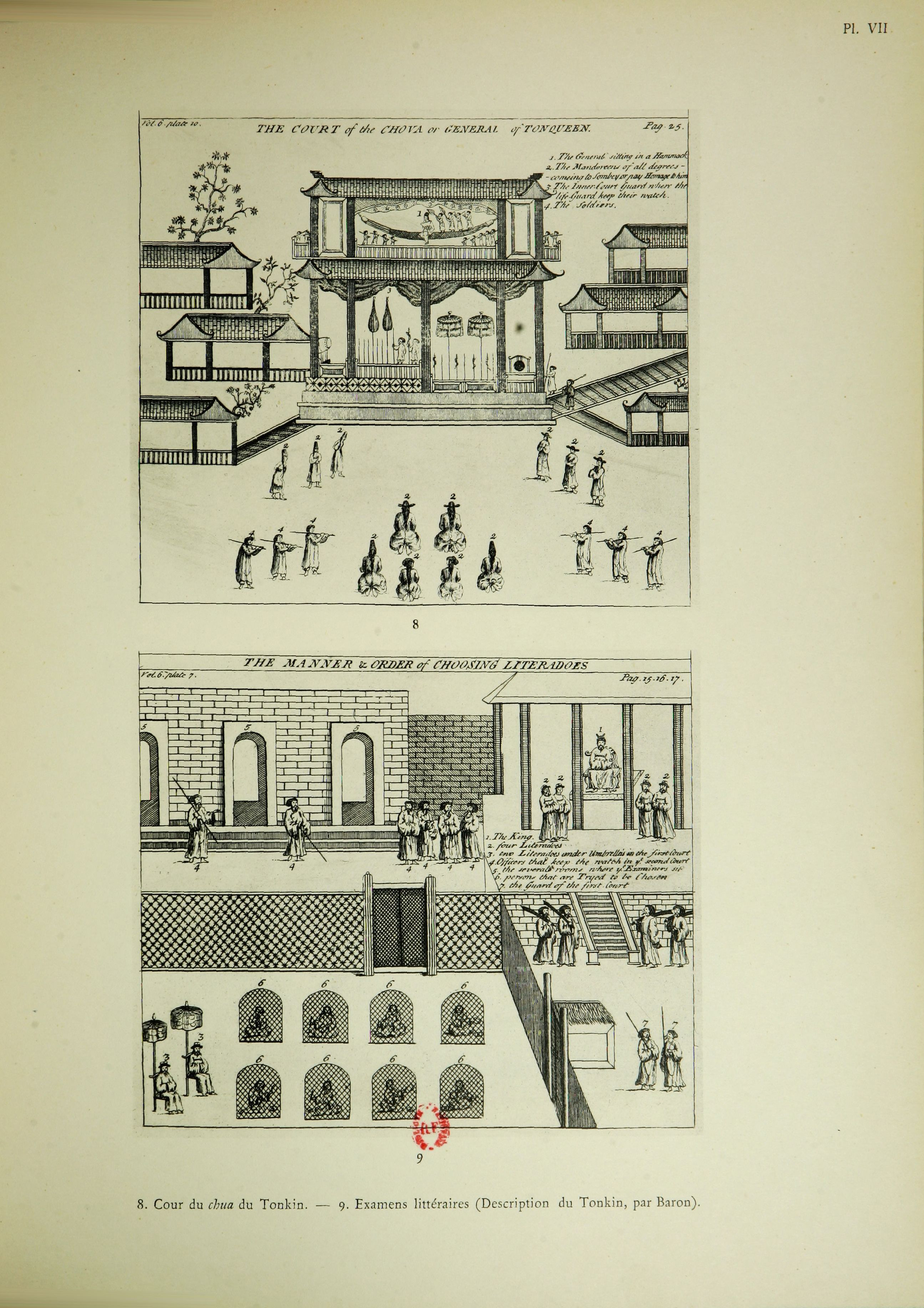
Kí họa Trịnh soái phủ và trường thi Đình tại Đông Kinh.
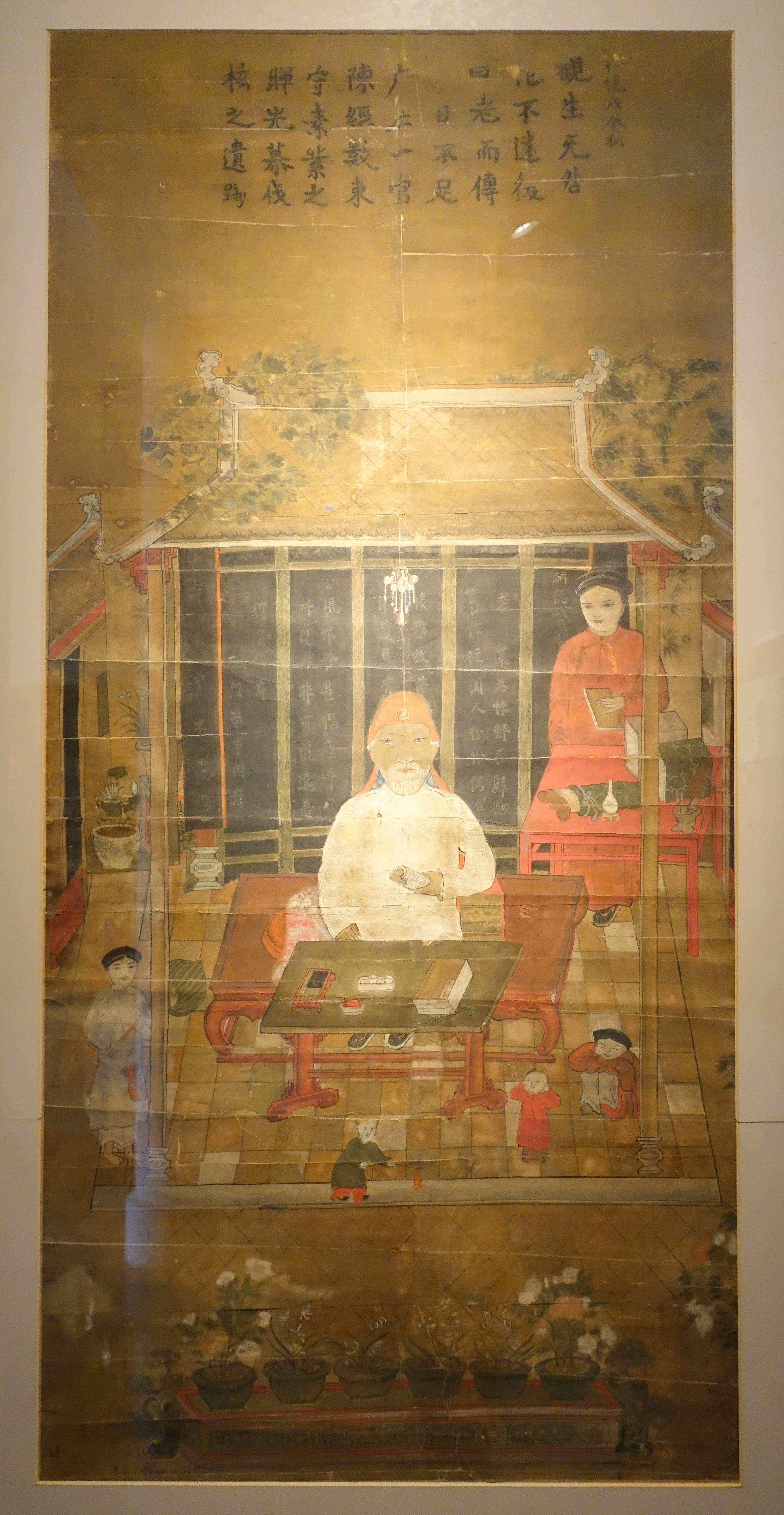
Họa phẩm năm 1853 tả cụ Nguyễn Văn Siêu dạy học.
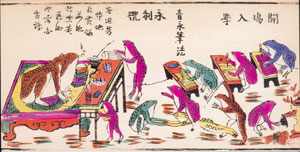
Họa phẩm Lão oa giảng độc.
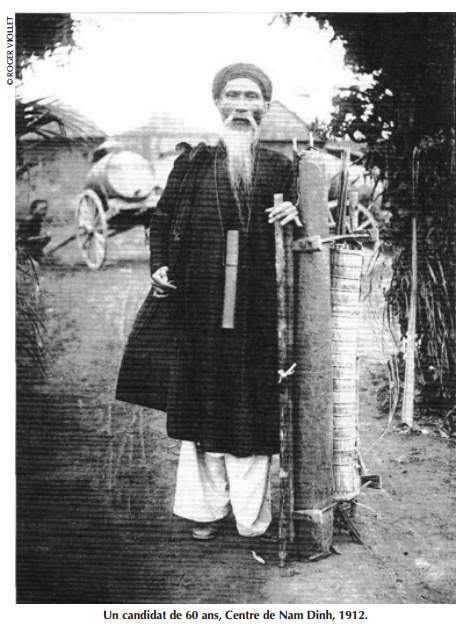
Sĩ tử cao niên ở Nam Định.
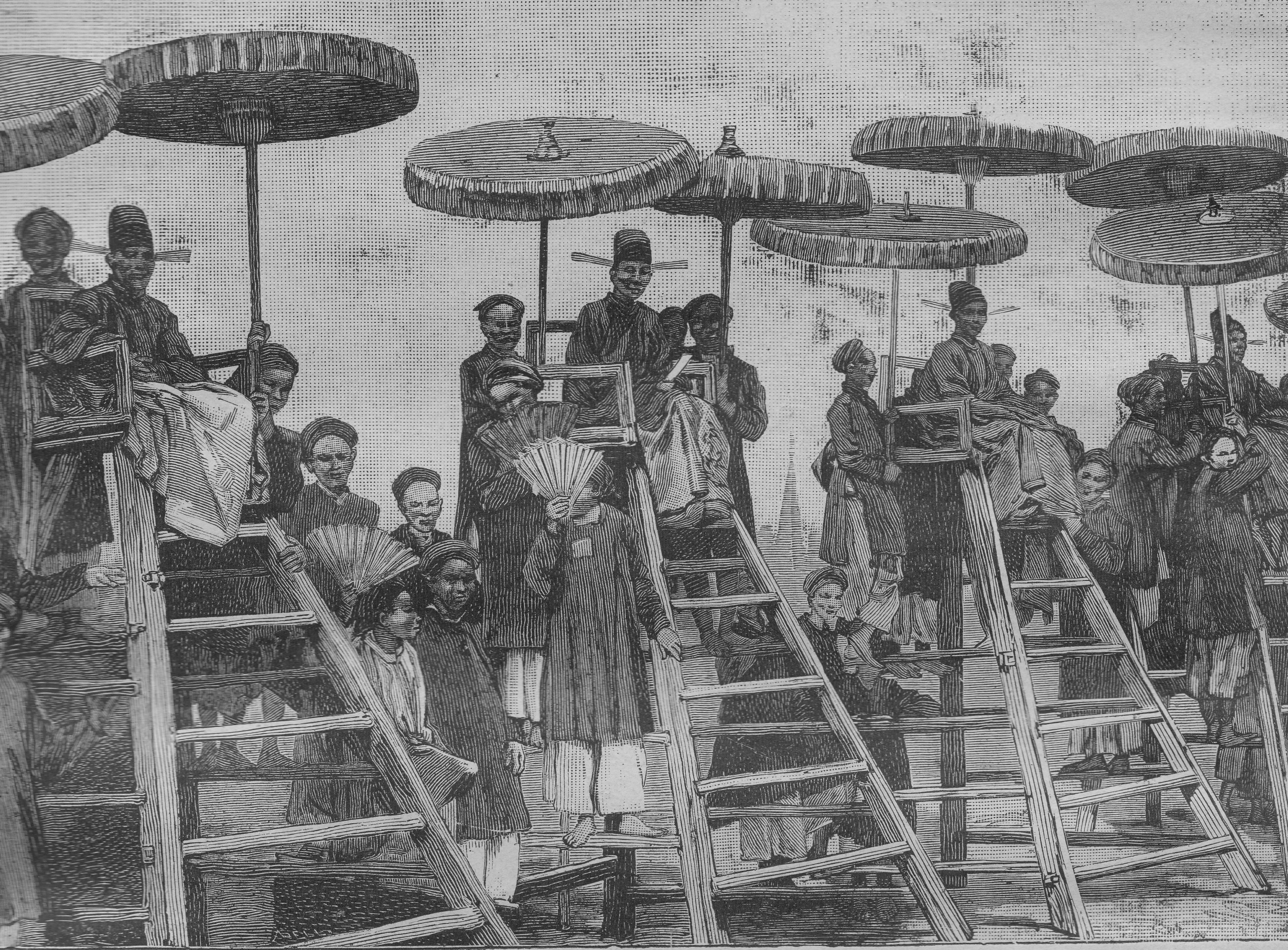
Trường thi Hương 1888 tại Nam Định.
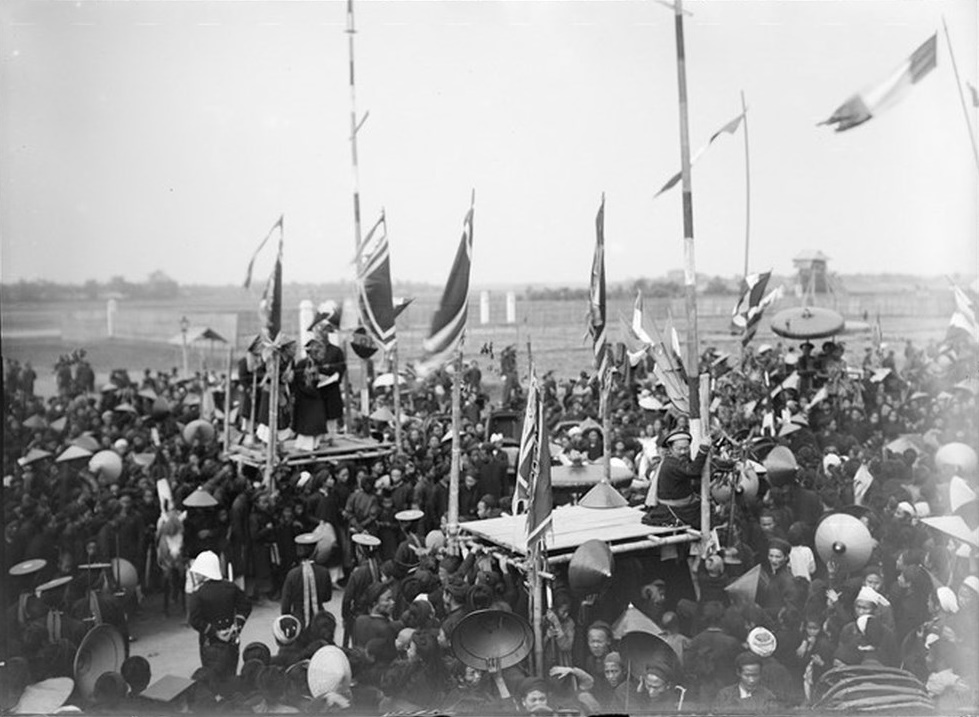
Lễ xướng danh khoa thi Đinh Dậu (27 tháng 12 năm 1897) tại Nam Định.
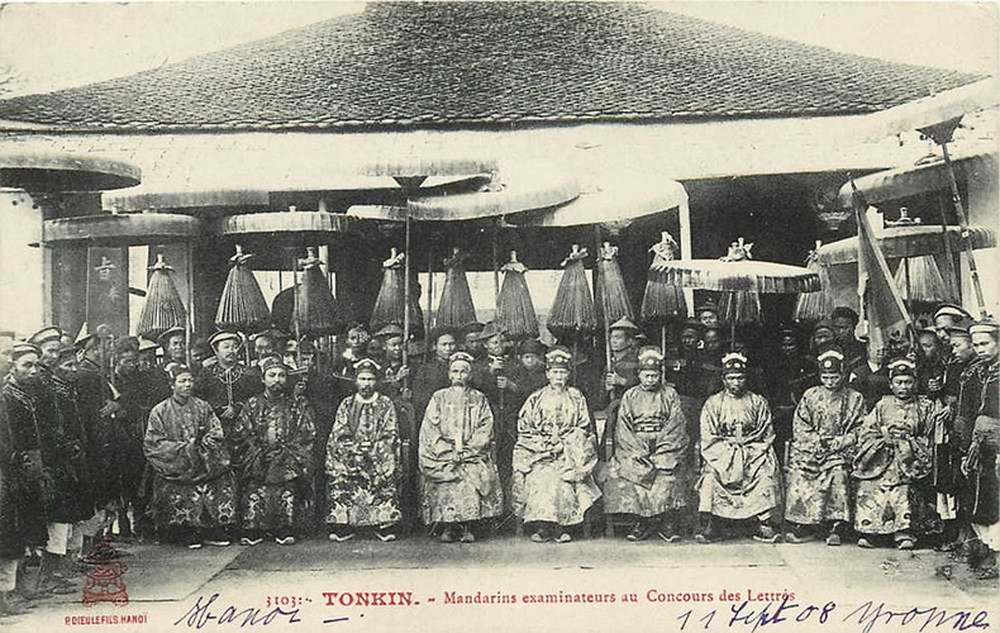
Các vị khảo quan trong lễ xướng danh khoa thi Đinh Dậu (27 tháng 12 năm 1897) tại Nam Định.
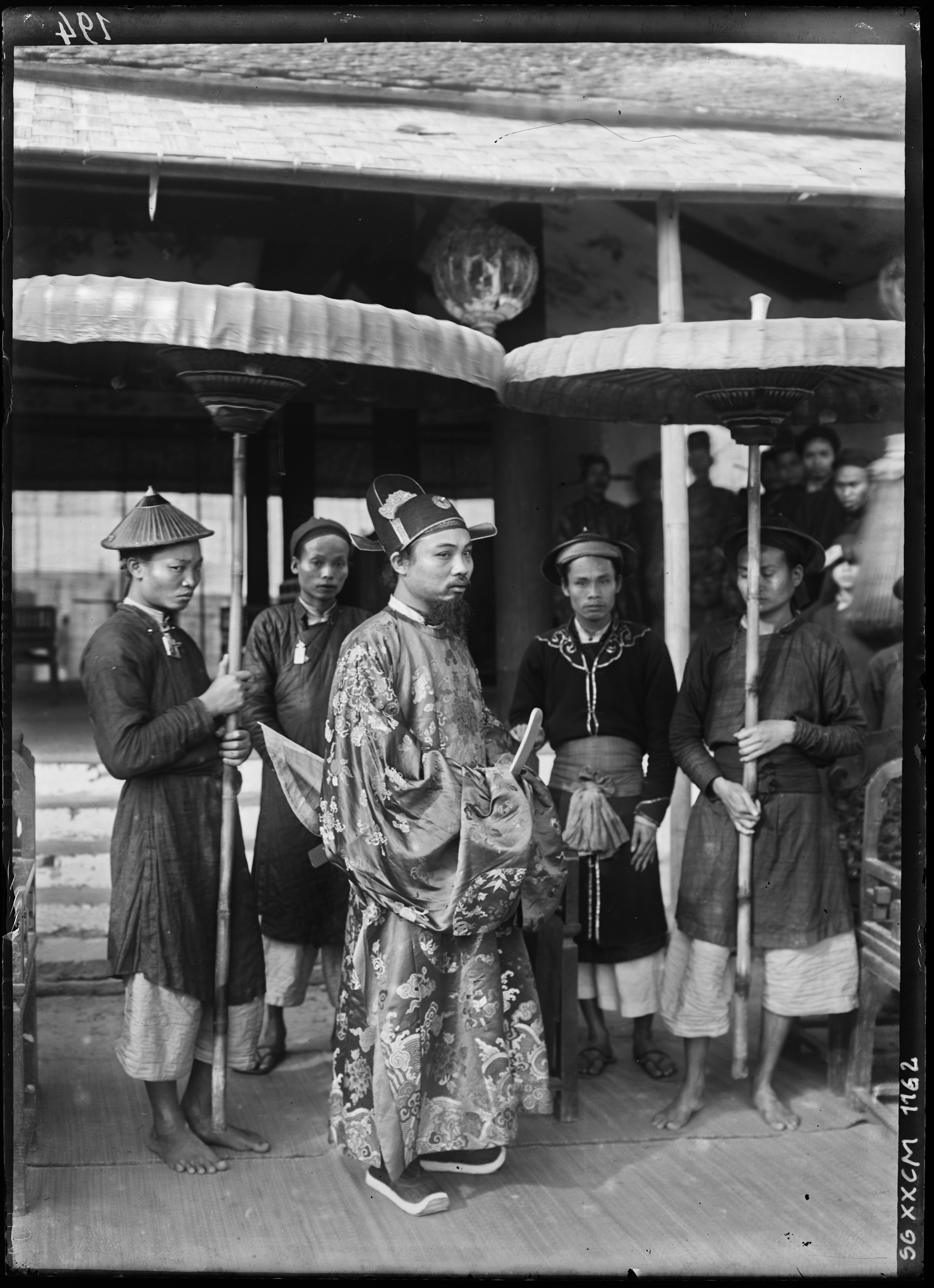
Quan chủ khảo Cao Xuân Tiếu tại trường thi Nam Định năm 1897.
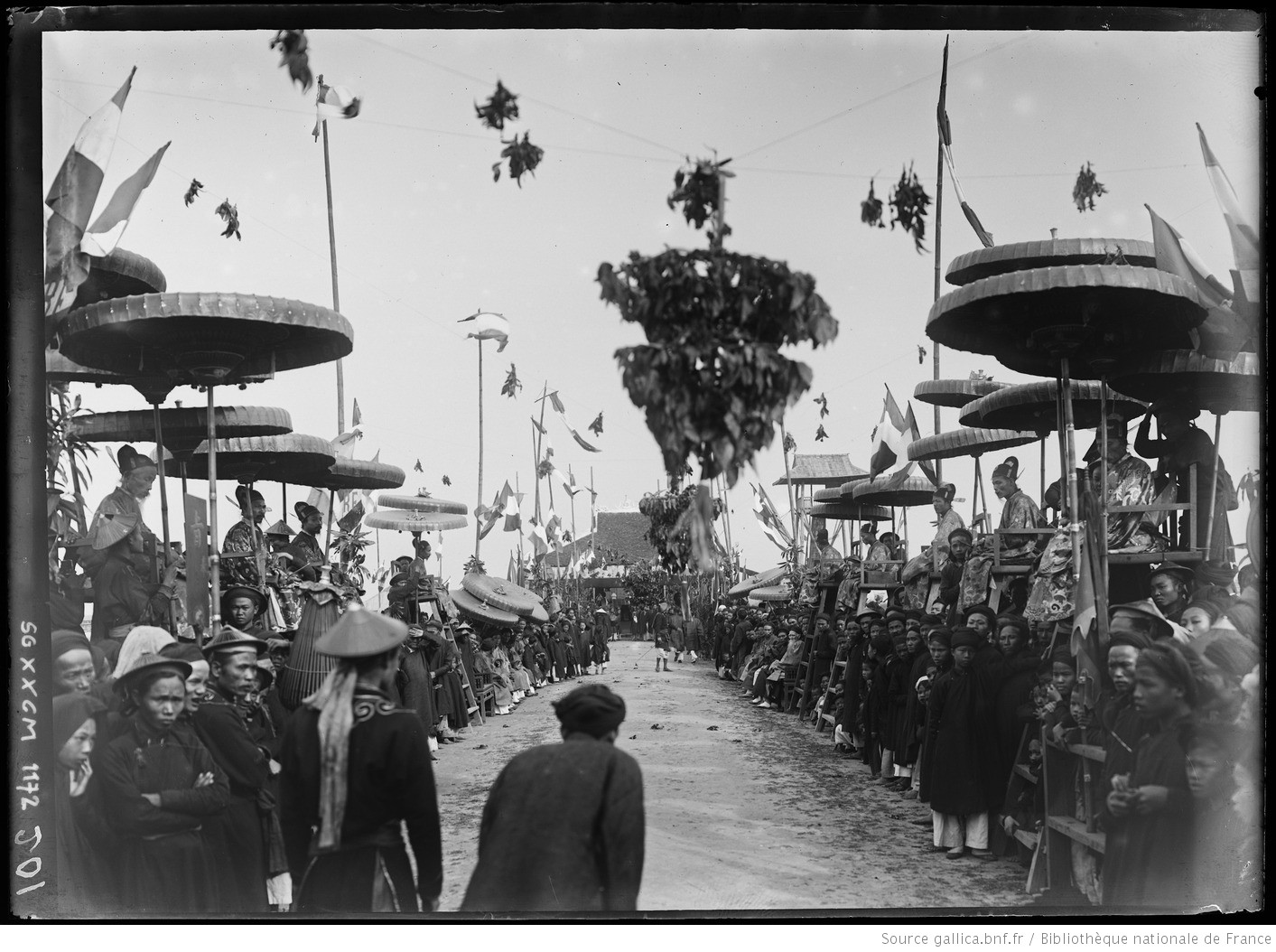
Cống sĩ hành lễ lạy các quan chủ khảo tại tràng thi Nam Định năm 1897.
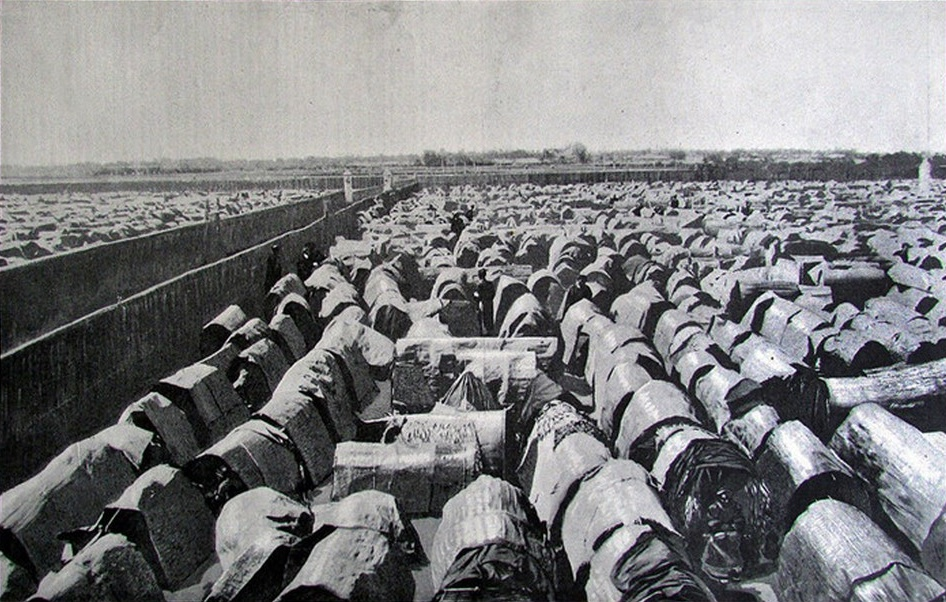
Khoa thi Hương năm Canh Tí (1900) tại Nam Định.
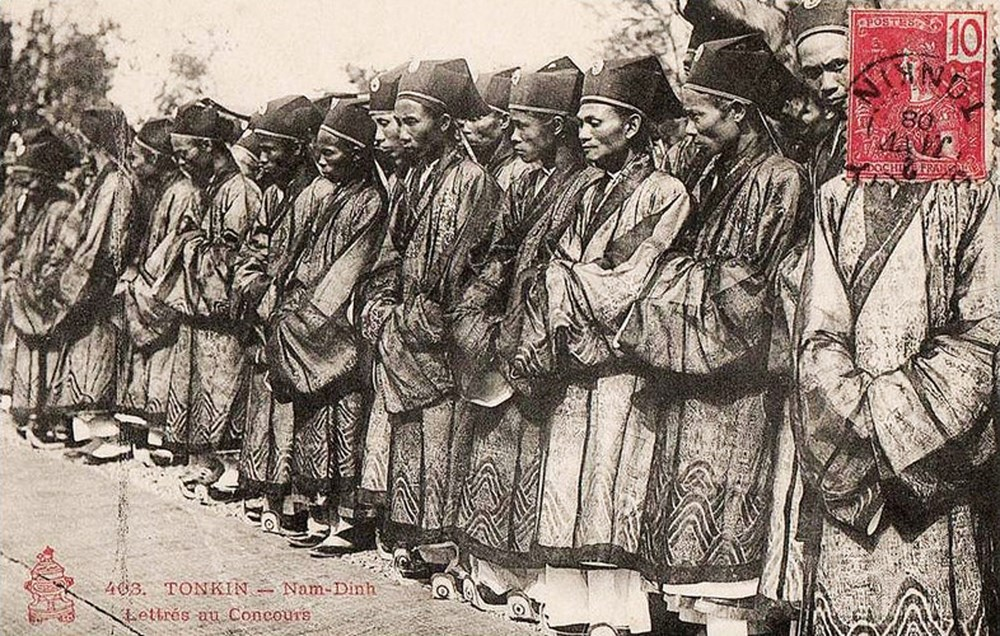
Cử nhân đăng khoa nhận mũ áo.
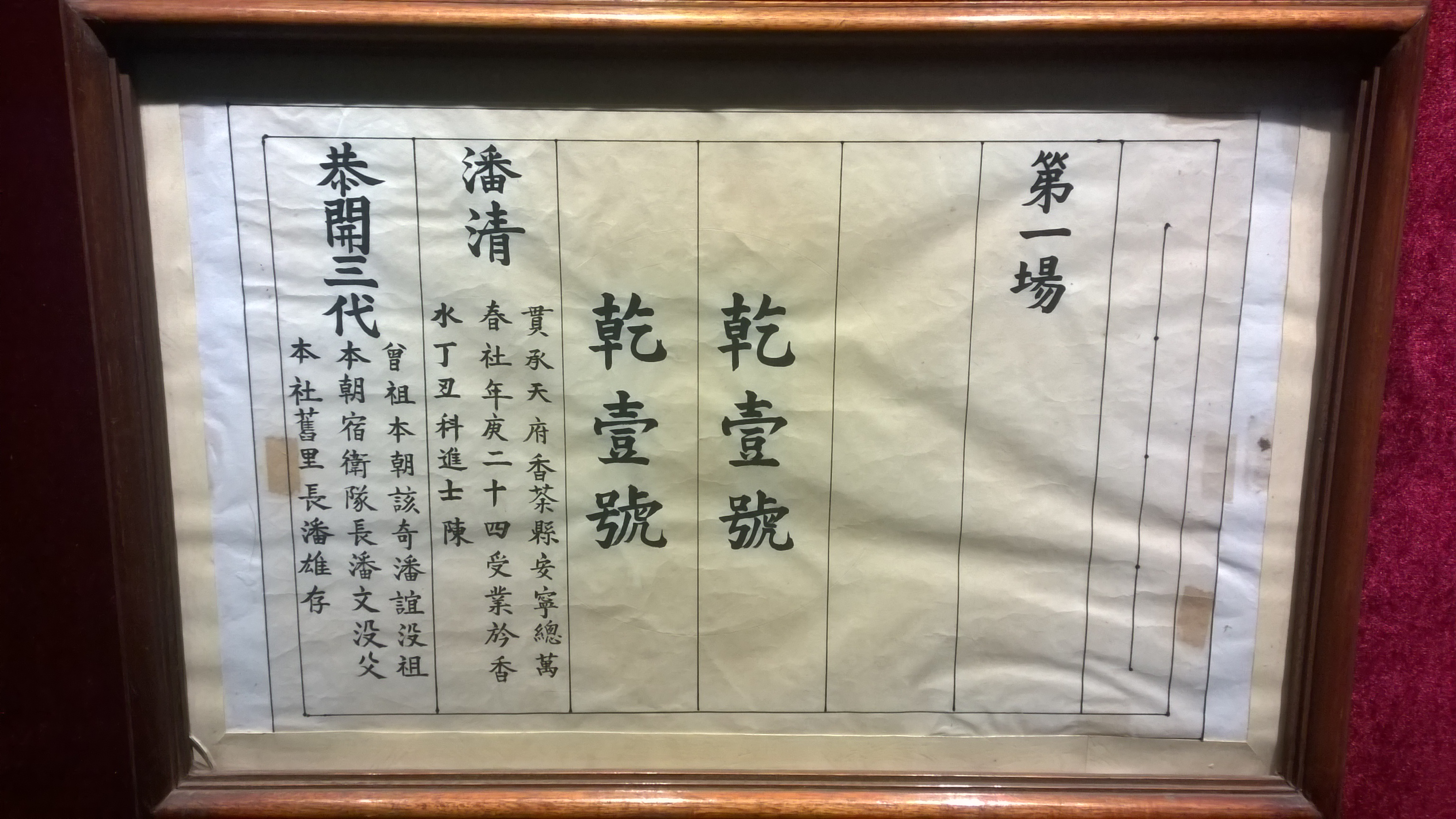
Đệ nhất trường (第一場).

## Liên kết

### Tư liệu
Quốc văn
- Việc thi cử của các triều vua dưới dạng con số
- Sự hình thành hai cấp thi và ba khoa thi chính quy Nho học Lưu trữ ngày 14 tháng 4 năm 2009 tại Wayback Machine

Ngoại văn
- 余英時：〈試說科舉在中國史上的功能與意義〉（2005）
- 李弘祺：〈中國科舉制度的歷史意義及解釋 Lưu trữ ngày 12 tháng 8 năm 2013 tại Wayback Machine〉。
- 廖咸惠：〈祈求神啟——宋代科舉考生的崇拜行為與民間信仰〉（2004）
- Benjamin A. Elman著，吳薇譯：〈中華帝國後期的科舉制度〉（2005）
- 艾爾曼（Benjamin Elman）：〈清代科舉與經學的關係〉。
- 艾爾曼（Benjamin Elman）：〈艾爾曼論中華帝國晚期科舉的三重屬性〉。
- 羅志田：〈科舉制廢除在鄉村中的社會後果〉。
- 高明士：〈日本沒有實施過科舉嗎？ Lưu trữ ngày 7 tháng 1 năm 2021 tại Wayback Machine〉。
- 各代之 科舉制度
- 魚躍龍門，一窺清代科舉大金榜 - 中研院數位典藏資源網